# تيري ماكديرموت (مغني)
تيري ماكديرموت (بالإنجليزية: Terry McDermott)‏ هو مغني بريطاني، ولد في 6 أغسطس 1977.

## وصلات خارجية
- تيري ماكديرموت على موقع ميوزك برينز (الإنجليزية)
- تيري ماكديرموت على موقع أول ميوزيك (الإنجليزية)